# Acanthella pulcherrima
Acanthella pulcherrima är en svampdjursart som beskrevs av Ridley och Arthur Dendy 1886. Acanthella pulcherrima ingår i släktet Acanthella och familjen Dictyonellidae.
Artens utbredningsområde är havet kring Australien. Utöver nominatformen finns också underarten A. p. calyx.